# Office de radiodiffusion télévision du Niger
La Radio Télévision du Niger (RTN), anciennement Office de radiodiffusion télévision du Niger (ORTN), est une entreprise publique responsable du service public de la radiodiffusion et de la télévision pour le Niger, fondée en 1967. En avril 2022, elle est devenue Radio Télévision du Niger pour séparer les activités d'édition de celles de diffusion confiées à Télédiffusion du Niger (TDN).

## Histoire
En janvier 1967, Ocora Radio France désengage de la gestion directe des radiodiffusions africaines et les rétrocède aux États. Pour s’y adapter, le Niger opte pour sa radio un statut d’établissement public à caractère industriel et commercial (EPIC). L’office de radiodiffusion et télévision du Niger (ORTN) voit le jour le 11 février 1967.
En sa qualité d’EPIC, l’ORTN jouit d’une large autonomie de gestion budgétaire propre, d’une liberté de mouvement et de décision. Le ministère de l’Information assure la tutelle technique, celui des Finances, la tutelle financière. En outre, l’ORTN peut faire des recettes propres ou recevoir directement des aides extérieures (de l’OCORA, d’ambassades, de radios étrangères : BBC, NHK-Japon, Radio Hilversum Hollande, Kol-lsrael, Deutsch Welle-RFA etc.) en fongibles ou matériels techniques.

## Organisation

### Directeurs généraux
- De 1978 à 1981 : Marcel Inné
- De 1981 à 1984 : Moctar Diallo
- De 1984 à 1985 : Hama Amadou
- De 1985 à 1986 : Djibril Hima
- De 1986 à 1987 : Djibril Anounou
- De 1987 à 1991 : Abdou Souley
- De 1991 à 1994 : Adamou Mahamane
- De 1994 à 1995 : Boureima Magagi
- De 1995 à 1996 : Zoudi Issouf
- De 1996 à 1997 : Maitourare Abdou Saleye
- De 1997 à 1999 : Boureima Magagi
- De 1999 à 2000 : André Zodi
- De 2000 à 2003 : Hassane Saley
- De 2003 à 2006 : Mahamadou Adamou
- De 2006 à 2010 : Amadou Harouna Yayé
- De 2010 à 2011 : Idrissa Moumouni
- De 2011 a 2019 : Loïc Crespin
- Depuis 2019 : Seydou Ousmane

## Services

### Radiodiffusion
- Voix du Sahel, la seule radio publique généraliste créée en 1958

### Télévision
- Télé Sahel, première chaîne de télévision publique créée en 1964
- Tal TV, deuxième chaîne de télévision publique créée en 2001